# Прибульці-завойовники
«Прибульці-завойовники» — фільм 2005 року.

## Зміст
Наукова група, що вивчає НЛО, вирушає на віддалений острів британського узбережжя, щоб перевірити інформацію про зухвале викрадення людей інопланетянами. Поки вони опитують свідків і готуються узятися за дослідження, космічні гості теж не дрімають і починають крупну операцію з поневолення нашої планети.